# Anatoli Antonov
Anatoli Ivánovich Antónov (en ruso: Анато́лий Ива́нович Анто́нов; Omsk, Unión Soviética, 15 de mayo de 1955) es un político, militar y diplomático ruso que actualmente es el embajador de Rusia en Estados Unidos, sustituyendo formalmente a Serguéi Kislyak el 21 de agosto de 2017 por decreto presidencial. Con fama de duro y negociador, Antónov tomó posesión de su cargo en Washington D. C. el 1 de septiembre de 2017. Anteriormente fue viceministro de ministro de Asuntos Exteriores y Viceministro de Defensa. Desde 2015, está sometido a sanciones de la Unión Europea y Canadá, en respuesta a la intervención militar rusa en Ucrania.

## Primeros años y educación
Antónov nació el 15 de mayo de 1955 en Omsk, URSS. En 1978, Antónov se graduó en el Instituto Estatal de Relaciones Internacionales de Moscú (MGIMO), y en 1983 obtuvo un máster.
En 2012, se doctoró en Ciencias Políticas en el Instituto de Economía Mundial y Relaciones Internacionales de Moscú. Su tesis doctoral se tituló El control de las armas nucleares como factor para garantizar la seguridad nacional e internacional. Habla con fluidez el inglés y el birmano.

## Carrera

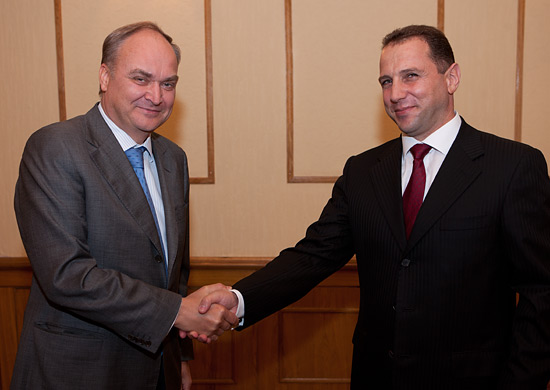
Antónov con David Tonoián en 2012.

Antónov comenzó su carrera diplomática tras obtener su título universitario en 1978. Pasó los siguientes 30 años en el Ministerio de Asuntos Exteriores soviético y en su sucesor, el Ministerio de Asuntos Exteriores ruso, donde su área de especialidad era el control de las armas nucleares, químicas y biológicas. En 2004, fue nombrado director del Departamento de Seguridad y Desarme.
El 2 de febrero de 2011, fue ascendido por un Decreto Presidencial a Viceministro de Defensa de la Federación Rusa.
Como viceministro de Defensa, fue personalmente sancionado por la Unión Europea tras la intervención militar rusa en Ucrania. Había acusado a la OTAN en diciembre de 2014 de convertir a Ucrania en un "frente de confrontación" con Rusia. El 28 de diciembre de 2016, fue nombrado ministro de Asuntos Exteriores adjunto.
En marzo de 2017, fue nombrado como uno de los candidatos al puesto de Representante Permanente de Rusia ante las Naciones Unidas, tras el fallecimiento de Vitali Churkin. Sin embargo, al final se decidió nombrar a Vasili Nebenzia para este puesto.

## Embajador en los Estados Unidos

### Nombramiento y confirmación
Antónov está considerado como una persona de línea dura contra Occidente, lo que le ha valido la reputación de "bull terrier". A principios del otoño de 2016, se lo consideraba como el próximo embajador ruso en Estados Unidos, ya que el Kremlin asumía que Hillary Clinton ganaría las elecciones presidenciales y, por tanto, las relaciones bilaterales seguirían siendo tensas. Sin embargo, a pesar de que Donald Trump ganó las elecciones, Antónov fue elegido para ocupar el puesto de Serguéi Kislyak, que había sido embajador desde 2008. En febrero de 2017, Antónov fue nombrado el principal candidato para este puesto. El 11 de mayo de 2017, el Ministerio de Asuntos Exteriores ruso presentó formalmente a Antónov ante la Asamblea Federal, que votó a favor de su nombramiento como embajador el 18 de mayo tras una sesión a puerta cerrada del comité de política exterior de la Duma Estatal.
El 21 de agosto de 2017, Vladímir Putin nombró formalmente a Antónov como embajador de Rusia en Estados Unidos mediante decreto presidencial.

### Término
Antónov fue devuelto a Moscú el 17 de marzo de 2022 después de que el presidente estadounidense Joe Biden llamara a Putin "asesino". La decisión de devolver a Antónov a Washington D. C. se tomó tras los resultados de la cumbre de Rusia y Estados Unidos de 2021.
El 5 de octubre de 2024, Antónov dejó su puesto de embajador en los EE. UU. y retornó a Rusia.

## Premios
- Orden al Mérito por la Patria de IV clase
- Orden de Alejandro Nevski
- Orden al Mérito Militar
- Orden de Honor (dos veces)
- Orden de la Amistad
- Medalla por el Retorno de Crimea
- Medalla del 70.º Aniversario de las Fuerzas Armadas de la URSS
- Medalla por el Fortalecimiento de la Cooperación Militar
- Medalla por la distinción en el servicio militar I clase
- Medalla por la distinción en el servicio militar clase II
- Medalla por la distinción en el servicio militar clase III